# Ren és Stimpy show
A Ren és Stimpy Show (eredeti cím: The Ren and Stimpy Show) 1991-től 1995-ig futott amerikai televíziós rajzfilmsorozat, amelyet John Kricfalusi készített a Nickelodeon számára. A sorozat 1991. augusztus 11-től futott 1995. december 16-ig, összesen öt évadon és 52 epizódon keresztül. A Ren és Stimpy kultikus státuszba emelkedett Amerikában az 5 évada alatt, és Magyarországon is népszerű sorozat volt. A sorozat egy pszichopata csivava kutya Ren, és mogyoróagyú macska barátja, Stimpy vicces, erőszakos és szürreális kalandjait mutatja be. A Nicktoons blokk harmadik rajzfilmjeként mutatták be a Doug és a Fecsegő tipegők után.
A Ren és Stimpy Show-t a közönség és a kritika is jól fogadta, a képi világa, az animáció minősége, és a szürreális stílusa miatt. Ugyanakkor botrányoktól sem volt mentes a fekete, felnőtteknek szóló humora, a kétértelmű szexuális célozgatásai, és az erőszak miatt. Emiatt a rajzfilm készítői állandó konfliktusban voltak a Nickelodeon etikai kódexével, ráadásul a műsort készítő Spümcø állandó késésben volt az epizódok elkészítésével, ami miatt 1992-ben szerződést bontottak Kricfalusival. A harmadik évadtól a Nickelodeon házi stúdiója, a Games Animation vette át a műsort. Mindennek ellenére a Ren és Stimpy Show az idők során kult-státuszba emelkedett és hatással volt a későbbi animációs filmekre.
2003-ban a Spike TV már ismét Kricfalusi közreműködésével rendelte be a "Ren & Stimpy Adult Party Cartoon" című folytatást, mely már kizárólag felnőtteknek szólt. A rendkívül rossz kritikák és a szokásosnak mondható késedelembe esés az epizódok elkészítésekor végül azt eredményezték, hogy mindössze három epizódot adtak le, három pedig csak 2006-ban, a DVD-kiadáson került bemutatásra.
2020-ban a Comedy Central bejelentette, hogy folytatni szeretnék a sorozatot, de ezúttal Kricfalusi nélkül.

## A sorozatról
A sorozat egyik főszereplője Ren Hoek, aki egy idegbeteg csivava; társa, Stimpy, a macska pedig együgyű és indokolatlanul vidám. A duó epizódról epizódra különleges kalandokba keveredik: az űrben járnak, a vadnyugaton kalandoznak, vagy természetfilmet narrálnak. Bár a sorozat elvileg a jelenben játszódik, kerülték az aktuális popkulturális utalásokra célzást. A humor forrása a két karakter közötti, epizódonként változó feszültség, mely lehet szürreális, közönséges, vagy éppen egyszerű komédia.
A két főszereplőn kívül számtalan mellékszereplő van, akik teljesen rendszertelenül bukkannak fel, és van, hogy nem is abban a szerepben, ahogy előtte láttuk őket.

## Szereplők
- Ren Höek – (eredeti hangjai John Kricfalusi, majd a 3. évadtól Billy West, magyar hangja Harmath Imre) a két főszereplő közül az egyik. Egy csivava hosszú patkányszerű farokkal, és pszichopata attitűddel. Szereti bántalmazni legjobb barátját, Stimpyt, és gyakran sértegeti őt.Nagyon könnyű kihozni őt a sodrából. Van egy német/svéd rokona, Sven Hoek, aki Stimpyhez hasonlóan ostoba.
- Stimpson "Stimpy" J. Cat – (eredeti hangja Billy West, magyar hangja Papp János) egy kövér, vörös-fehér színű Man-szigeti fajtájú macska. Nagy kék orra van, de nincs farka, agya pedig borsó méretű. A legtöbbször indokolatlanul jókedvű, és gyakran vág idétlen arckifejezést. Kedvenc frázisa, az "öröm, öröm, boldogság". Ostobasága ellenére számos dologhoz ért.
- Ló úr – (magyar hangja Rékasi Károly) az egyik legnépszerűbb mellékszereplő, aki számos epizódban bukkant fel, eltérő szerepekben. Egy két lábon járó, beszélő ló, aki egész, kerek mondatokban, kifinomultan fogalmaz. Visszatérő frázisa: "Nem, uram, nem szeretem."
- Sáros Ugribugri – (magyar hangja Varga Tamás) Egy vaudeville-stílusban előadó komikus hal (fajtáját tekintve géb), sokat bohóckodik. A sztereotípiának megfelelően csak a színpadon vidám, az életben megkeseredett.[6] Egy epizódban gonosztevőként viselkedik, amikor elrabolja a pápát.
- George Liquor (American) – egy ultrahazafias amerikai, aki szerint a republikánusok kommunisták.
- Powdered Toast Man – Egy szuperhős, ő is visszatérő szereplő. Ősellensége Waffle Woman, egy gonosz nőszemély. A szellentés erejével tud repülni.
- Tuskó – Nem szereplő, nevéhez híven egy farönk, de ál-reklámokban szokott szerepelni az epizódok előtt és néha után is.
- Sven Hoek – Ren német/svéd testvére, aki a 2. évadban jelent meg a róla elnevezett epizódban. A csivava úgy mutatta be őt, mint egy felsőbbrendű lényt, de kiderült, hogy ő is ugyanolyan ostoba, mint Stimpy, ha nem ostobább. Jó barátságot is kötöttek, és játékból tönkretették Ren dolgait. Az epizód után volt még egy-két cameoja egy pár epizódban, de csak ebben az egyben volt főszerepe.
- Wilbur Cobb – (több magyar hangja is van) egy demens, szenilis öregember, aki miközben beszél, el-elhullajtja bizonyos testrészeit. Beszédében gyakran összetéveszt szavakat az azonos hangzásuk után.
- Abner Dimwit és Ewalt Nitwit – egy vadnyugati városka rendfenntartói, meglehetősen ostobák.
- Haggis McHaggis – egy sztereotip skót férfi, aki valaha rajzfilmsztár volt, de az alacsony nézettség miatt az utcára került.
- Rusnyák – többnyire három karakter, kopaszok, tagbaszakadtak, tömzsi lábúak, gyakran csak alsónadrágot viselnek, és ostobák.

## Készítése
Kricfalusi már 1978-ban, egyetemi évei alatt megalkotta Ren és Stimpy karikatúráját. Amikor a Nickelodeon megkereste őt egy sorozat elkészítésének lehetőségével, hármat is felajánlott nekik. A "Your Gang" (máskor "Our Gang") egy élőszereplős műsor terve volt, ahol több rajzfilmblokkot mutattak volna be, melyek mind-mind más stílusban parodizáltak volna. Ren és Stimpy az egyik ilyen bejátszásban lettek volna a főszereplő gyerek háziállatai. Bár a sorozat ötlete nem nyerte el a kreatív igazgatók tetszését, Ren és Stimpy viszont igen, így aztán 1989-ben elkészülhetett a pilot epizód, Kricfalusi saját cége, a Spümcø gyártásában.
Két évvel később, 1991. augusztus 17-én mutatták be az első epizódot, egy időben a Doug és a Fecsegő tipegők első részével. Közel két évig gyártották azt, miközben sok esetben konfliktusuk volt a Nickelodeonnal is, hogy mit szabad és mit nem bemutatniuk. A stílusa miatt a sorozatot eleve nem is nagyon reklámozták, kezdetben, szokatlan módon, egyáltalán nem voltak merchandise termékek sem. Az egyik szűrő Vanessa Coffey volt, az animációs produkciós csoport alelnöke, mint producer, akivel Kricfalusi jól kijött. Később aztán, amikor már ketten lettek, meg kellett védenie a legelborultabb ötleteit is, így egy "őrült" epizódért cserébe egy "szívmelengetőt" ajánlott fel. Csakhogy egy idő után már ez nem volt elég, és Kricfalusi, valamint a Nickelodeon között annyira elmérgesedett a viszony, hogy az előbbi az utóbbival kizárólag az ügyvédjén keresztül volt hajlandó kommunikálni. A fő okok között a csúszásokat nevezték meg a felek: a Nickelodeon szerint Kricfalusi nagyon lazán fogta fel a határidőket; az alkotó szerint viszont épp a csatorna volt az, amelyik rengeteget ült egy epizódon, hogy az adásba mehet-e. A kenyértörésre okot szolgáltató epizód "Az ember legjobb barátja" volt, amelyet a csatorna nem adott le, miután Ren egy evezőlapáttal verte benne agyon George Liquor-t, és többször dohányoztak is benne. Úgy vélték, hogy ez a fiatalabb közönségre nézve káros lehet.
Így aztán 1992 szeptemberében Kricfalusival szerződést bontottak. Felajánlották ugyan neki, hogy legyen a folytatódó sorozat konzultánsa, de ő ezt visszautasította. A Ren és Stimpy Show új rajzolója a Games Animation lett (később Nickelodeon Animation Studios). A rendezői székbe Bob Campet ültették. Az új részek hangulatukban elütöttek a korábbiaktól, de ezt leszámítva ugyanolyanok voltak. 1995 decemberében ért véget a sorozat, de egy levetítetlen epizódot az ismétlésekkor, 1996-ban adott le az MTV.
2002-ben aztán ismét megkereste Kricfalusit a Viacom, hogy az akkor átvett TNN csatornára (Spike TV, Paramount Channel) készítse el a sorozat újabb részeit, de ezúttal kizárólag nagykorú nézők részére. Az új sorozat címe "Ren & Stimpy Adult Party Cartoon" lett. Számtalan ember tért vissza a régi stábból – a legfeltűnőbb távolmaradó talán Billy West, Stimpy eredeti és Ren második hangja. A témák között felbukkant a homoszexualitás és a meztelenség is. Eredetileg kilenc epizódra szólt a szerződés, ebből mindössze hat készült el, de három rész után a műsort levették az adásról. Amit bemutattak, az sem nyerte el a rajongók tetszését: az első részt, melyben különféle testnedvek (takony, nyál, hányás) kerültek elfogyasztásra, különösen visszatetszőnek találták.
A sorozat képi világa a rajzfilmkészítés aranykorát, főként az 1940-es évekét idézte. Ennek jellegzetessége, hogy a karakterek teste az átélt érzelmek hatására eltorzult, emellett a szereplők erős pózokba vágják magukat, játékuk intenzív. A sorozat specialitása a bizarr módon részletes, nemritkán valamilyen gusztustalan dolgot ábrázoló állóképek szerepeltetése, illetve a hátterek helyébe lépő amorf tintapacák. Az epizódok közötti részeket gyakran álreklámok töltik ki, amikben különféle nemlétező termékeket hirdetnek. A legnépszerűbb, többször is felbukkanó hirdetés a Tuskó, amely egy egyszerű farönköt próbál értékesíteni.
A főcímdalt The Reverend Horton Heat adja elő ("Dog Pound Hop"). Népszerű betétdal volt még a "Happy Happy Joy Joy" (magyarul "Öröm, öröm, boldogság"), amelyet Christopher Reccardi írt. Kurt Cobain szeretett volna egy dalt írni a sorozathoz, és megkereste Kricfalusit és Billy Westet is, de végül erre nem került sor. Ez 1992 környékén volt, éppen abban az időben, amikor a Nirvana berobbant a köztudatba. Rajongói berkekben felmerült elméletként, hogy a 2015-ös, addig kiadatlan demókat tartalmazó "Montage of Heck" lemezen rajta szerepel ez a szám, West szerint azonban végül is meg sem lett írva.

## Cenzúra
A sorozat készítői nem akartak oktató jellegű rajzfilmet csinálni, amit a Nickelodeon nehezen tolerált. Több konfliktusuk is akadt szülői csoportokkal, akik be akarták tiltatni a vetítést. Vallási, politikai, és alkoholfogyasztás-népszerűsítési okok voltak a leggyakoribbak: egy epizódból ki kellett retusálniuk a pápa süvegéről a keresztet, máskor azt a jelenetet, amelyen az amerikai alkotmányt elégetik. George Liquor karakter vezetéknevét is rendszeresen kisípolták, ezért egy idő után George American lett a neve. Bizonyos jeleneteket egy az egyben ki kellett vágniuk: egyszer egy megcsonkított fejet, másszor Ren borotvával lenyúzott arcát, és amikor Rent összeveri egy csecsemő. A "Sven Höek" című epizódban Ren az unokatestvérének és Stimpynek a haláláról ábrándozott, miután tönkretették a holmijait, és ezt a jelenetet is meg kellett vágniuk. "Az ember legjobb barátja" című részt teljes egészében betiltották, és csak évekkel később a Spike TV-ben adhatták le.

## Diszkográfia
A sorozat dalaiból három album is készült:
- You Eediot! (1993)
- Crock O'Christmas (1993)
- Radio Daze (1995)

## Epizódok

### Pilot
| Sor. | Év. | Cím                              | Rendező         | Író                            | Premier             |
| --- | --- | -------------------------------- | --------------- | ------------------------------ | ------------------- |
| 0. | 1.  | Nagy Ház Blues (Big House Blues) | John Kricfalusi | John K., Bob Camp, & Jim Smith | 1990. augusztus 10. |
| Rent és Stimpyt elkapja a sintér és beviszi őket a telepre. Ott találkoznak Jasperrel és Phillel, mielőtt elaltatnák őket. Ren először nem érti, mit jelent ez, de mikor Jasper megmagyarázza neki, kétségbeesik. Csak úgy tudnak megmenekülni, hogy egy kislány mindkettejüket örökbefogadja. |     |                                  |                 |                                |                     |

### Első évad (1991-1992)
| Sor. | Év. | Cím                                                               | Rendező                                               | Író                                        | Premier                                   |
| --- | --- | ----------------------------------------------------------------- | ----------------------------------------------------- | ------------------------------------------ | ----------------------------------------- |
| 1. | 1.  | Stimpy nagy napja / A nagymenő (Stimpy's Big Day / The Big Shot!) | John K. & Vincent Waller                              | Jim Smith, John K., & Vincent Waller       | 1991. augusztus 11.                       |
| Stimpy megnyer egy Gritty Macskaalom reklámdalíró versenyt, így Hollywoodba megy. Eleinte élvezi az életet, hatalmas sztár lesz, ám elkezdenek hiányozni egymásnak Rennel. |     |                                                                   |                                                       |                                            |                                           |
| 2. | 2.  | Robin Höek / Nurse Stimpy                                         | John K. & Bob Camp                                    | Jim Smith & Vincent Waller, Chris Reccardi | 1991. augusztus 25.                       |
| Miután Stimpy felolvassa a Robin Hood elferdített változatát, Ren a történettel kezd el álmodni. Ren megbetegszik, Stimpy pedig vállalja, hogy segít neki a felépülésben, ám ezzel több kárt okoz, mint hasznot. |     |                                                                   |                                                       |                                            |                                           |
| 3. | 3.  | Space Madness / The Boy Who Cried Rat!                            | John Kricfalusi & Jim Gomez, Vincent Waller & John K. | Jim Smith & Chris Reccardi, Vincent Waller | 1991. szeptember 8.                       |
| Hoek parancsnok és Stimpy kadét az űrben kalandoznak. Hoek parancsnokon az őrület jelei mutatkoznak, Stimpy pedig kevés sikerrel próbálja kezelni a helyzetet. A legfontosabb, hogy semmiképp se nyomjanak meg egy gombot, amely kitörölné őket a létezésből. Mikor Rent és Stimpyt rajtakapják, hogy kukákból lopkodnak, kizavarják őket az utcára, ahol éheznek. Hogy élelemhez jussanak, kitalálják, hogy Ren egérnek adja ki magát, Stimpy pedig az egérirtónak és így jutnak be egy családhoz. |     |                                                                   |                                                       |                                            |                                           |
| 4. | 4.  | ? / A legkisebb óriás (Fire Dogs / The Littlest Giant)            | John K. & Bob Camp                                    | Bob Camp & Vincent Waller                  | 1991. szeptember 29. 1991. szeptember 15. |
| Ren és Stimpy dalmatáknak álcázzák magukat, hogy ételhez jussanak és felékhez a fejük felett. Mivel tűzoltókhoz kerülnek, tartaniuk kell magukat az álcájukhoz és közben dolgozniuk is kell. Stimpy következő meséje hatására Ren álmában összebarátkozik a Legkisebb Óriással. |     |                                                                   |                                                       |                                            |                                           |
| 5. | 5.  | Marooned / Untamed World                                          | Jim Smith & John K.                                   | Chris Reccardi, Jim Smith                  | 1991. október 6. 1991. november 10.       |
| Hoek parancsnok és Stimpy kadét egy furcsa bolygón landolnak. Ren és Stimpy egy természetfilmes műsort vezetnek, és elhatározzák, hogy a Galápagos-szigetekre mennek új fajokat felfedezni, akik rájuk hasonlítanak. |     |                                                                   |                                                       |                                            |                                           |
| 6. | 6.  | Black Hole / Stimpy's Invention                                   | Bob Camp & Will McRobb, John K. & Bob Camp            | Bob Camp                                   | 1992. február 23.                         |
| Hoek parancsnok és Stimpy kadét átmennek egy fekete lyukon, hogy megtalálják az elveszett bal zoknik hegyét. Ren kipróbálja Stimpy néhány balsikerű találmányát, amelyek közt ott van egy sisak, ami mesterségesen teszi boldoggá a használóját. |     |                                                                   |                                                       |                                            |                                           |

### Második évad (1992-1993)
| Sor. | Év. | Cím                                                          | Rendező                                  | Író                                                    | Premier                                  |
| --- | --- | ------------------------------------------------------------ | ---------------------------------------- | ------------------------------------------------------ | ---------------------------------------- |
| 7. | 1.  | Ren fogfájása / ? (Ren's Toothache / Rubber Nipple Salesmen) | Vincent Waller & John Kricfalusi         | Vincent Waller & John Kricfalusi                       | 1992. auguszttus 22. 1992. augusztus 29. |
| Ren gyerekes ostobaságnak tartja a fogmosást, ami miatt kihullanak a fogai. Stimpy azt javasolja, hogy tépje ki az idegvégződéseit és tegye be a párnája alá őket, és majd kap értük pénzt az Idegvégződés-tündértől. Mikor csak egy darab gézt talál a párnája alatt, elkeseredik, ezért Stimpy a saját fogát ajánlja fel neki. Ren és Stimpy gumi-mellbimbókat próbálnak eladni. |     |                                                              |                                          |                                                        |                                          |
| 8. | 2.  | Svën Höek                                                    | John K.                                  | Bob Camp & John K.                                     | 1992. november 7.                        |
| Ren megtudja, hogy a skandináv unokatestvére, Sven meglátogatja őket. Úgy tudta, hogy intelligens,. ezért megdöbben, amikor meglátja, hogy ugyanolyan ostoba, mint Stimpy. Mikor tönkreteszik a holmijait, őrjöngeni kezd. |     |                                                              |                                          |                                                        |                                          |
| 9. | 3.  | Az elvarázsolt kastély / ? (Haunted House / Mad Dog Höek)    | Ron Hughart, Bob Camp                    | John Kricfalusi, Bob Camp, Jim Smith, & Richard Pursel | 1992. november 21.                       |
| Egy kísértetházban egy szellem próbálja ijesztgetni Rent és Stimpyt, sikertelenül. Ren és Stimpy birkózáson vesznek részt, és úgy gondolják, az ellenfeleik csak megjátsszák, hogy tudnak birkózni. |     |                                                              |                                          |                                                        |                                          |
| 10. | 4.  | ? / Nagy Ház Blues (In the Army / Big House Blues)           | John Kricfalusi, Bob Camp, & Jim Smith   | Chris Reccardi, Peter Avanzino, & Bill Wray            | 1992. augusztus 15.                      |
| Ren és Stimpy jelentkeznek a seregbe, ahol először egy kiképzőőrmesterrel gyűlik meg a bajuk, majd kikerülnek egy igazi háborúba is. A második részben a pilot epizódot dolgozzák fel újra. |     |                                                              |                                          |                                                        |                                          |
| 11. | 5.  | A nagy bébicsalás / ? (Big Baby Scam / Dog Show)             | Vincent Waller, Chris Reccardi & John K. | Vincent Waller, Richard Pursel                         | 1992. december 12.                       |
| Ren és Stimpy úgy döntenek, hogy helyet cserélnek két csecsemővel, mert úgy vélik, akkor könnyebb lesz az életük. George Liquor felkészíti Rent és Stimpyt egy kutyakiállításra. |     |                                                              |                                          |                                                        |                                          |
| 12. | 6.  | Monkey See, Monkey Don't! / Powdered Toast Man               | John K.                                  | Richard Pursel & John K.                               | 1992. augusztus 15. 1993. február 13.    |
| Ren és Stzimpy ezúttal majmoknak álcázzák magukat, hogy az állatkertben így nyerjék el a látogatók kegyeit. Mikor ez nem válik be, madárnak és vízilónak adják ki magukat. Ez volt az első epizód, amely Kricfalusi közreműködése nélkül készült, a Games Animation közreműködésével, de nem sorrendben adták le az ekkor készült részeket az állandó késlekedések miatt.          |     |                                                              |                                          |                                                        |                                          |
| 13. | 7.  | Fake Dad / Out West                                          | John K. & Jim Smith                      | John K. & Bob Camp                                     | 1993. február 27. 1992. augusztus 29.    |
| Ren és Stimpy örökbefogadnak egy hétéves bajkeverő gyereket. Abner és Ewalt akasztani akarnak, ezért felkérik Rent és Stimpyt, hogy lopják el Ló urat. |     |                                                              |                                          |                                                        |                                          |
| 14. | 8.  | Stimpy's Fan Club                                            | Peter Avanzino                           | Elinor Blake & John K.                                 | 1993. április 24.                        |
| Stimpy lesz a rajongók kedvence, amire Ren féltékeny. Hogy felvidítsa, Stimpy megteszi őt a rajongói klubjának elnökévé, amivel az ellenkező hatást éri el. Végül kap egy rajongói levelet ő is - amit Stimpy írt. |     |                                                              |                                          |                                                        |                                          |
| 15. | 9.  | The Great Outdoors / The Cat That Laid the Golden Hairball   | Vincent Waller & Ken Bruce, Ron Hughart  | Vincent Waller & John K.                               | 1993. március 27. 1993. április 3.       |
| Ren és Stimpy kempingezni mennek, amit Ren egyre kevésbé élvez a sorozatos balszerencsék miatt. Ren felfedezi, hogy a szőrcsomók értékesebbek, mint az arany, ezért folyamatosan ezt köhögtet fel Stimpyvel. Egy idő után azonban elapad a termelés, így meg kell találniuk a kiváltó okot.                                                                                        |     |                                                              |                                          |                                                        |                                          |
| 16. | 10. | A Visit to Anthony                                           | John K. & Jim Smith                      | Richard Pursel & John K.                               | 1993. május 8.                           |
| Anthony (akit egy igazi fiú után mintáztak), és a főszereplők nagy rajongója, bebocsátást nyer a házukba. Anthony apja, aki utálja a rajzfilmeket, valamint egy Victor nevű zaklató okoz galibákat. |     |                                                              |                                          |                                                        |                                          |
| 17. | 11. | The Royal Canadian Kilted Yaksmen                            | John K. & Chris Reccardi                 | John Kricfalusi, Bob Camp, Jim Gomez, & Vincent Waller | 1993. május 23.                          |
| Ren és Stimpy csatlakoznak a kanadai királyi skótkockás jakokhoz, hogy ismeretlen területeket fedezzenek fel. |     |                                                              |                                          |                                                        |                                          |
| 18. | 12. | Stimpy fia (Son of Stimpy)                                   | John K.                                  | John K., Vincent Waller, & Richard Pursel              | 1993. december 11.                       |
| Stimpy szellent egyet és tévedésből azt hiszi, hogy szült. Ren nem hisz neki, Stimpy pedig kétségbeesetten próbálja megtalálni Büdöskét. AZ epizódot 1993-ban Emmy-díjra jelölték. |     |                                                              |                                          |                                                        |                                          |
| 19. | 13. | Man's Best Friend                                            | John K.                                  | Vincent Waller & John K.                               | 2003. június 23.                         |
| Ezt az epizódot a Nickelodeon sosem adta le, erőszakossága miatt, valamint mert dohányoznak benne és székletet is mutatnak, csak 2003-ban a Spike TV mutatta be. A történet során George Liquor hazaviszi magával Rent és Stimpyt, hogy bajnokot faragjon belőlük. |     |                                                              |                                          |                                                        |                                          |

### Harmadik évad (1993-1994)
| Sor. | Év. | Cím                                                               | Rendező                      | Író                                       | Premier                               |
| --- | --- | ----------------------------------------------------------------- | ---------------------------- | ----------------------------------------- | ------------------------------------- |
| 20. | 1.  | To Salve and Salve Not! / No Pants Today                          | Bill Wray & Bob Camp         | Bob Camp & Vincent Waller, Richard Pursel | 1993. november 20. 1993. november 26. |
| Stimpynek egy ügynök próbál eladni egy üveg balzsamot, Ren pedig igyekszik megakadályozni a barátját, hogy ilyesmire költse a pénzét. Stimpy nadrág nélkül megy ki az utcára. |     |                                                                   |                              |                                           |                                       |
| 21. | 2.  | A Yard Too Far / Circus Midgets                                   | Bob Camp & Jim Gomez         | Peter Avanzino, Ron Hauge, & Bob Camp     | 1993. november 20. 1993. november 26. |
| Rennek és Stimpynek némi finomság megszerzéséért egy dühös páviánnal kell megküzdenie. Ren és Stimpy stoppolás közben pszichotikus cirkuszi törpékkel futnak össze. |     |                                                                   |                              |                                           |                                       |
| 22. | 3.  | ? / A fejetlen elnök (Ren's Pecs / An Abe Divided)                | Ron Hughart, Jim Gomez       | Richard Pursel, Jim Gomez & Ron Hauge     | 1993. december 18.                    |
| Rent piszkálni kezdi egy kövér ember a mellizmainak hiánya miatt, Stimpy pedig a hátsó feléből kiszedett zsírral segíti ki barátját. Ren és Stimpy új munkája felügyelni a Lincoln-emlékműre, amelyről Ren azt hiszi, hogy a fejében kincsek vannak, de valójában csak karamellás pattogatott kukorica. Most, hogy széttörték a fejet, gyorsan találniuk kell valamit a helyére.                                                       |     |                                                                   |                              |                                           |                                       |
| 23. | 4.  | Stimpy's Cartoon Show                                             | Bob Camp                     | Elinor Blake & John Kricfalusi            | 1994. január 8.                       |
| Wilbur Cobb hatására Stimpy saját rajzfilmsorozatot indít, a műsorának pedig Ren lesz a producere. |     |                                                                   |                              |                                           |                                       |
| 24. | 5.  | Jimminy Lummox / Pisztrángmesterek (Jimminy Lummox / Bass Master) | Ron Hughart, Bob Camp        | Bob Camp, Jim Gomez, & Ron Hauge          | 1994. február 19.                     |
| Ren durva dolgokat csinál: telefonbetyárkodik, beszennyezi a csapvizet, madárfiókákkal ordítozik, Stimpyt próbálja megviccelni, és legyek szárnyát tépkedi le. Ennek hatására Stimpy kölcsönadja neki a saját lelkiismeretét. Ren egy televíziós műsor keretében megy horgászni Stimpyvel, hogy kifogják a híres mocskosszájú sügért. Útitársuk lesz a börtönből éppen megszökött Wilbur Cobb, aki helyettük fogja ki az összes halat. |     |                                                                   |                              |                                           |                                       |
| 25. | 6.  | Ren's Retirement                                                  | Bob Camp                     | Jim Gomez, Ron Hauge, & Bill Wray         | 1994. április 2.                      |
| Közeledik Ren tizedik születésnapja, ami azonban Stimpy szerint emberévekben hetvennek felel meg. Mindennek hatására Ren teljesen úgy kezd el viselkedni, mintha aggastyán lenne. Az epizódot Emmy-díjra jelölték. |     |                                                                   |                              |                                           |                                       |
| 26. | 7.  | Jerry the Bellybutton Elf / Road Apples                           | Ron Hughart, Howard E. Baker | Steve Mellor, Ron Hauge                   | 1994. április 9. 1994. március 12.    |
| Stimpy beszorul a saját köldökébe, ahol találkozik Jerryvel, a köldökmanóval. Ezalatt Ren egy hatalmas bulit tart. Ren és Stimpy a sivatagban rekednek, és az útjuk hazafelé viszontagságokkal teli. |     |                                                                   |                              |                                           |                                       |
| 27. | 8.  | Hard Times for Haggis                                             | Chris Reccardi               | Jim Gomez & Chris Reccardi                | 1994. április 30.                     |
| A valamikori rajzfilmsztár, Haggis McHaggis műsorának vége és az utcára kerül, miután Ren és Stimpy sokkal népszerűbb lesz nála. Felbérel két fickót, hogy szabotálják a duó műsorát. |     |                                                                   |                              |                                           |                                       |
| 28. | 9.  | Eat My Cookies / Ren's Bitter Half                                | Ron Hughart, Michael Kim     | Michael Kim, Ron Hauge, & Bob Camp        | 1994. június 4.                       |
| Ren és Stimpy felcsapnak süteményárus kiscserkészeknek. Mikor Stimpy megeszi az összes süteményt, találniuk kell helyette valami mást. Ren ezalatt szeretne megszerezni egy kitüntetést is. Stimpy kifejleszt egy formulát, amely a szó szoros értelmében kétfelé szedi Rent: egy gonosz és egy apatikus jelleműre. |     |                                                                   |                              |                                           |                                       |
| 29. | 10. | A lummoxi odú (Lair of the Lummox)                                | Bob Camp                     | Bob Camp & John K.                        | 1994. július 30.                      |
| Egy újabb fiktív természetfilmben szerepelve Ren és Stimpy a lummoxok megfigyelésének szentelik műsorukat. |     |                                                                   |                              |                                           |                                       |

### Negyedik évad (1994-1995)
| Sor. | Év. | Cím                                                                 | Rendező                     | Író                                                                  | Premier            |
| --- | --- | ------------------------------------------------------------------- | --------------------------- | -------------------------------------------------------------------- | ------------------ |
| 30. | 1.  | Remete Ren (Hermit Ren)                                             | Chris Reccardi              | Jim Gomez, Bob Camp, Chris Reccardi, & Bill Wray                     | 1994. október 1.   |
| Rennek elege lesz Stimpyből és úgy általában az egész világból, ezért remeteként visszavonul a hegyek közé. Miközben szép lassan kezd beleőrülni az egyedüllétbe, Stimpy odahaza elkészíti fülzsírból a replikáját.                                                                                               |     |                                                                     |                             |                                                                      |                    |
| 31. | 2.  | House of Next Tuesday / A Friend in Your Face!                      | Ron Hughart, Bob Camp       | Ron Hauge & Peter Avanzino, Bob Camp                                 | 1994. október 8.   |
| Ren és Stimpy beköltöznek a Jövő Kedd Házába, futurisztikus környezetbe. Stimpy fejében egy lény él, az ő barátja. A lény barátja beköltözik Ren fejébe, és az őrületbe kergeti őt. |     |                                                                     |                             |                                                                      |                    |
| 32. | 3.  | Blazing Entrails / Lumber Jerks                                     | Bob Camp & Bill Wray        | Jim Gomez, Ron Hauge, Bob Camp, & Bill Wray                          | 1994. október 15.  |
| Stimpy a szokásosnál is ostobábban viselkedik, ezért Ren orvoshoz viszi. A doktor ötszörösére nagyítja Stimpyt, Rennek pedig be kell mennie a barátja testébe, hogy leállítson egy zaklatót, aki üti-veri az agyát. Ren és Stimpy elhatározzák, hogy a busás haszon reményében favágók lesznek.                   |     |                                                                     |                             |                                                                      |                    |
| 33. | 4.  | Őstörténeti Stimpy / ? (Prehistoric Stimpy / Farm Hands)            | Bob Camp                    | Bob Camp, Jim Gomez, & Ron Hauge                                     | 1994. november 5.  |
| Wilbur Cobb egy alaposan kiszínezett történetet ad elő az őstörténeti múzeumban az evolúcióról. Abner és Ewalt felbérelik Rent és Stimpyt a farmjukra. |     |                                                                     |                             |                                                                      |                    |
| 34. | 5.  | Magical Golden Singing Cheeses / A Hard Day's Luck                  | Michael Kim, Chris Reccardi | Jim Gomez & Bob Camp, Chris Reccardi, Lynne Naylor, & Vince Calandra | 1994. november 12. |
| Ebben az érdekes történetben Stimpleton próbálja magát és Renwaldót megmenteni az éhezéstől. A második epizódban Haggis McHaggis dús hajkoronára szeretne szert tenni. |     |                                                                     |                             |                                                                      |                    |
| 35. | 6.  | I Love Chicken / Powdered Toast Man vs. Waffle Woman                | Ron Hughart, Chris Reccardi | Bob Camp & Jim Gomez, Vince Calandra, Chris Reccardi, & Bob Camp     | 1994. november 19. |
| Stimpy beleszeret egy csirkébe, amit vettek, Ren azonban meg akarja enni az állatot. Powdered Toast Man az ősellensége, Waffle Woman ellen küzd. |     |                                                                     |                             |                                                                      |                    |
| 36. | 7.  | It's a Dog's Life / Egg Yolkeo                                      | Ken Bruce, Bob Camp         | Jim Gomez & Bob Camp                                                 | 1994. december 3.  |
| Rent és Stimpyt megmenti az elaltatástól egy gazdag idős hölgy, a dolgok azonban ezután rosszra fordulnak. Renwaldo tojássárgájából akarja létrehozni a saját fiát, azt kívánva, hogy keljen életre. |     |                                                                     |                             |                                                                      |                    |
| 37. | 8.  | Double Header / The Scotsman in Space                               | Michael Kim, Bob Camp       | Bob Camp, Jim Gomez, & Bill Wray                                     | 1995. január 7.    |
| Várják a buszt, hogy az Stimpyt olyan messzire vigye Rentől, amennyire lehetséges, végül együtt kötnek ki egy kórházban, és hogy pénzt keressenek, a cirkuszban kell dolgozniuk. Hoek parancsnok és Stimpy kadét ezúttal egy bizarr skóttal, Haggis McHaggis-szel találkoznak az űrben, akire egy pénztárca nőtt. |     |                                                                     |                             |                                                                      |                    |
| 38. | 9.  | Pixie King / Aloha Höek                                             | Ron Hughart, Bill Wray      | Ron Hauge, Jim Gomez, Bill Wray, & Bob Cam                           | 1995. január 14.   |
| Hőseink ezúttal tündérekként jelennek meg, akik épp a szárnyaikra várnak, Ren pedig a királyuk akar lenni. Ren inkább egy rothadó bálnatetemben akar maradni, miközben Stimpy egy trópusi paradicsomba tart. |     |                                                                     |                             |                                                                      |                    |
| 39. | 10. | Insomniac Ren / My Shiny Friend                                     | Steve Loter, Bill Wray      | Ron Hauge, Jim Gomez, Bill Wray, & Bob Camp                          | 1995. január 21.   |
| Rennek korán kellene kelnie, de álmatlanságtól szenved. Stimpy próbál rajta segíteni, kevés sikerrel. Stimpy tévéfüggőségét Ren próbálja megállítani. |     |                                                                     |                             |                                                                      |                    |
| 40. | 11. | Cheese Rush Days / Wiener Barons                                    | Kirk Field, Bob Camp        | Ron Hauge, Jim Gomez, & Bob Camp                                     | 1995. február 11.  |
| Ren és Stimpy pionírokként szerepelnek, akik jól jövedelmező sajtbányákat keresnek. A második részben a főhősök Kanada virslibárói akarnak lenni. |     |                                                                     |                             |                                                                      |                    |
| 41. | 12. | Rusnyák / Rennek segítség kell (Galoot Wranglers / Ren Needs Help!) | Craig Bartlett, Bob Camp    | Jim Gomez & Bob Camp                                                 | 1995. március 4.   |
| Wilbur Cobb western stílusban mesél egy őrült történetet a Rusnyák történelméről. Miután Ren teljesen kiakad amiatt, hogy Stimpy véletlenül tönkretette a holmijait, öngyilkos akar lenni, és beugrik a konyhamalacba. Stimpy ezt látva elmegyógyintézetbe viteti barátját.                                       |     |                                                                     |                             |                                                                      |                    |
| 42. | 13. | Ol' Blue Nose / Stupid Sidekick Union                               | Steve Loter, Tom McGrath    | Bob Camp & Jim Gomez                                                 | 1995. március 18.  |
| Stimpy híres énekes lesz. Csakhogy az orra, amelyik megunja, hogy Ren állandóan bántalmazza, leválik és önálló karrierbe kezd. Stimpy jobb munkakörülményeket követel és sztrájkolni kezd. Ren próbál helyettest találni, sikertelenül.                                                                           |     |                                                                     |                             |                                                                      |                    |
| 43. | 14. | Superstitious Stimpy / Travelogue                                   | Bob Camp, Arthur Filloy     | Ron Hauge, Jim Gomez, & Bob Camp                                     | 1995. április 1.   |
| Stimpy a rabjává válik Kedd 17-ének, és amikor megtudja, hogy Ren ezen a napon született, úgy véli, ezért lehet, hogy szerencsétlen az életben. Ren és Stimpy Akromegália szigetére utaznak. |     |                                                                     |                             |                                                                      |                    |

### Ötödik évad (1995-1996)
| Sor. | Év. | Cím                                                                      | Rendező                               | Író                                                | Premier            |
| --- | --- | ------------------------------------------------------------------------ | ------------------------------------- | -------------------------------------------------- | ------------------ |
| 44. | 1.  | Space Dogged / Feud for Sale                                             | Steve Loter, Ron Hughart              | Bob Camp, Jim Gomez, Vince Calandra, & Ron Hauge   | 1995. június 3.    |
| Ren és Stimpy lesznek az első kutya és macska a szovjet űrprogramban. Abner és Ewalt ezúttal egy utazó ügynök áldozatai lesznek. |     |                                                                          |                                       |                                                    |                    |
| 45. | 2.  | Macskaszőr / ? (Hair of the Cat / City Hicks)                            | Ken Bruce                             | Ron Hauge, Vince Calandra                          | 1995. július 1.    |
| Rennek kezdetben nem tűnik fel, hogy allergiás Stimpy szőrére. Azonban amikor a dolog eszkalálódik, barátja kénytelen átköltözni egy uborkásüvegbe. Ren és Stimpy elhagyják a vidéket, hogy beköltözzenek a városba. |     |                                                                          |                                       |                                                    |                    |
| 46. | 3.  | Stimpy's Pet / Ren's Brain                                               | Steve Loter, Chris Reccardi           | Vince Calandra, Jim Gomez, & Bob Camp              | 1995. október 7.   |
| Stimpy gondját viseli Sidnek, az elhagyott cirkuszi bohócnak. Stimpy agysebészként kezd el tevékenykedni. Mikor elfogynak az agyak, kiműti Ren agyát, ami önálló életet kezd el élni. |     |                                                                          |                                       |                                                    |                    |
| 47. | 4.  | Bellhops / Dog Tags                                                      | Ken Bruce                             | Jim Gomez, Vince Calandra, & Ron Hauge             | 1995. október 28.  |
| Ren és Stimpy londínerekként kezdenek el dolgozni. Habár megtiltják nekik, hogy megnézzék, kik élnek a legfelső emeleten, a kíváncsiságuk erősebb. Ren kutyának álcázva benevezi Stimpyt egy kutyashow-ra. Azonban éppen Ren az, akiből nem nézik ki, hogy kutya, ezért bizonyítania kell.                                                                                    |     |                                                                          |                                       |                                                    |                    |
| 48. | 5.  | Tinédzser Stimpy voltam / ? (I Was a Teenage Stimpy / Who's Stupid Now?) | Tom McGrath, Michael Kim              | Bob Camp, Vince Calandra, & Jim Gomez, Michael Kim | 1995. november 4.  |
| Ren felfedezi, hogy Stimpy éppen most megy keresztül a pubertáskoron, annak minden előnyével és hátrányával. A producer közli Rennel és Stimpyvel, hogy véget fog érni a műsoruk. Ők ezt nem akarják, ezért a producer kitalál egy megoldást: cseréljenek szerepet, és ezentúl legyen Stimpy a sovány okos, Ren pedig a kövér buta.                                           |     |                                                                          |                                       |                                                    |                    |
| 49. | 6.  | ? / Vacsorameghívás (School Mates / Dinner Party)                        | Kirk Field, Steve Loter               | Jim Gomez, Vince Calandra                          | 1995. november 11. |
| Rent meglátogatja régi iskolatársa, akit elbűvöl, hogy milyen életet élnek. Ren Stimpy segítségével nagy vacsorát ad. |     |                                                                          |                                       |                                                    |                    |
| 50. | 7.  | Cellatársak / ? (Pen Pals / Big Flakes)                                  | Tom Owens & Craig Bartlett, Ken Bruce | Ron Hauge, Jim Gomez, & Bob Camp                   | 1995. november 18. |
| Ren és Stimpy meglátják a hírekben, hogy nyílt egy új börtön, ahol luxuskörülmények várnak az elítéltekre. Megpróbálnak bejutni oda, még úgy is, hogy közben kiderül, hogy a hírben nem mondtak igazat. Ren és Stimpy vakációzni mennek télen a hegyekbe, csakhogy behavazódnak és így kell kivárniuk a tavaszi olvadást.                                                     |     |                                                                          |                                       |                                                    |                    |
| 51. | 8.  | Terminal Stimpy / Reverend Jack                                          | Arthur Filloy, Craig Bartlett         | Jim Gomez, Bob Camp, & Vince Calandra              | 1995. december 9.  |
| Stimpy elvesztette hét életét a kilencből, ezért rendkívül óvatossá válik. Ren és Stimpy egy papnak kezdenek el segédkezni, aki a sajtról és húsról prédikál, és mint kiderül, kissé ütődött. |     |                                                                          |                                       |                                                    |                    |
| 52. | 9.  | A Scooter for Yaksmas                                                    | Bob Camp                              | Bob Camp, Jim Gomez, & Vince Calandra              | 1995. december 16. |
| Stimpy nem kapja meg azt a karácsonyi ajándékot, amit szeretett volna, ezért úgy dönt, lop egy robogót, és azzal indul el számonkérni a "Mikulást". |     |                                                                          |                                       |                                                    |                    |
| 53. | 10. | Sammy and Me / The Last Temptation                                       | Bill Wray, Bob Camp                   | Jim Gomez & Bill Wray                              | 1996. október 20.  |
| Stimpy teljesen megszállott rajongójává válik Sammy Mantis Jr.-nak. Egy halálközeli élmény után Ren elhatározza, hogy kedvesebb lesz Stimpyhez. Visszafizeti neki azt a pénzt, amit az évek során emelt el a malacperselyéből, majd majdnem egymillió dollár. Ezt az epizódot nem a Nickelodeon, hanem az MTV adta le, egy évvel a sorozat befejezése után, az ismétlésekkor. |     |                                                                          |                                       |                                                    |                    |

## Ren & Stimpy Adult Party Cartoon
2003-ban Kricfalusi közreműkődésével a Spike TV csak felnőtteknek szóló blokkjába berendelte a "Ren & Stimpy Adult Party Cartoon"-t. A sorozat immár egyértelművé tette a főszereplők közti homoszexuális kapcsolatot, rengeteg trágárságot, erőszakot és női meztelenséget is tartalmazott. Billy West leszögezte, hogy nem kíván visszatérni a sorozatba szinkronszínészként, mert nem találja azt viccesnek, és nem akarja tönkretenni a karrierjét. A helyére Eric Bauza került, Kricfalusi pedig újra Ren és Ló úr hangja lett. Mielőtt bemutatták volna az új részeket, leadták a Nickelodeon által betiltott "Az ember legjobb barátja" című részt. Az új sorozat azonban egyáltalán nem nyerte el se a kritikusok, se a közönség tetszését, amelynek első epizódja rögtön azzal nyitott, hogy taknyot, nyálat és hányást fogyasztottak a szereplők.Kricfalusi ráadásul rossz szokásához híven ezúttal sem tudta tartani a határidőket, így a beígért 9 részből csak három készült el időben. Miután ezeket leadták, megszűnt a Spike TV esti animációs blokkja is, ezért a sorozat lekerült a képernyőről. 2006-ban, a DVD-kiadáson három új epizódot mutattak be.
| Sor. | Év. | Cím                | Író                                                                                          | Premier          |
| --- | --- | ------------------ | -------------------------------------------------------------------------------------------- | ---------------- |
| 1. | 1.  | Onward and Upward  | Vincent Waller                                                                               | 2003. június 26. |
| Ren és Stzimpy megunják, hogy egy hajléktalan ember szájában élnek, ezért úgy döntenek, hogy Stimpy megtakarításaiból átköltöznek egy köpőcsészébe. |     |                    |                                                                                              |                  |
| 2. | 2.  | Ren Seeks Help     | John Kricfalusi & Richard Pursel                                                             | 2003. július 3.  |
| Ren végre rájön, hogy mennyire ártalmas Stimpy számára az állandó dühkitörése és őrjöngése, ezért Ló úrhoz fordul segítségért. A terápia során rájön a múltjában rejtőző okokra. Csakhogy amikor az eredeti okot megsúgja Ló úrnak, az őrültnek nevezi őt és megveri. Ren elveszíti a türelmét és halálra veri Ló urat, és végül a sintérek szállítják el őt. |     |                    |                                                                                              |                  |
| 3. | 3.  | Fire Dogs 2        | John Kricfalusi, Richard D. Pursel, Eddie Fitzgerald, Vincent Waller & Jim Smith             | 2003. július 17. |
| Az eredeti sorozat egyik epizódjának folytatása: a tűzoltóként remekül helytállt Ren és Stimpy beköltöznek a tűzoltóparancsnokhoz, aki Ralph Bakshivá változott. Csakhogy a duó rosszul van a parancsnok szokásaitól. |     |                    |                                                                                              |                  |
| 4. | 4.  | Naked Beach Frenzy | John Kricfalusi, Michael Kerr, Jeff Amey & Caroline J. Alvarez                               | 2006. július 18. |
| Ren és Stimpy a nudista strandra mennek. Ren megpróbálja befűzni a nőket, de nekik sokkal jobban tetszik Stimpy. Ha ez nem lenne elég, egy rettenetesen szőrös vízimentő is terrorizálja őket. |     |                    |                                                                                              |                  |
| 5. | 5.  | Altruists          | Vincent Waller, John Kricfalusi, Mike Kerr, Eric Bauza, Jeff Amey & Richard Pursel           | 2006. július 18. |
| Ren és Stimpy elhatározzák, hogy önzetlenek lesznek, és felépítenek egy házat egy nőnek és a fejetlen fiának. |     |                    |                                                                                              |                  |
| 6. | 6.  | Stimpy's Pregnant  | John Kricfalusi, Jeff Amey, Richard Pursel, Matt Roach, Steve Stefanelli & Warren Leonheardt | 2006. július 18. |
| Stimpy teherbe esik Rentől, amit Ren először gusztustalannak talál, majd elfogad. Amikor végül megszületik a "gyerek", kiderül, hogy Stimpynek csak szorulása volt. Ló úr, a szülészorvos azonban ezt nem mondja meg nekik, hanem igazi élő csecsemőnek nevezi a székletet és akként is adja oda nekik.                                                       |     |                    |                                                                                              |                  |

Hét epizód maradt befejezetlenül.
- "Life Sucks": a "Ren Seeks Help" közvetlen előzménye lett volna, ebben történt volna az a vita, ami kiváltotta a dühkitörést. Ren szerint az élet szívás, Stimpy döbbenetére, ezért végigveszik a nagy történelmi tragédiákat, köztük a gyermekek keresztes hadjáratát. Az eredetileg még a Nickelodeonnak készített történetvázlatnak körülbelül a harmada készült el és minimális szinkronmunka.[29]
- "The Big Switch": ez a rész pedig a "Ren Seeks Help" folytatásának készült. Stimpy többé nem hajlandó tolerálni Ren dühkitöréseit, ezért megállapodnak abban, hogy egy napra cseréljenek szerepet.
- "Fishing Trip": az eredeti sorozatban levetített "Pisztrángmesterek" és egy soha el nem készült "The Wilderness Adventures" című epizód alapján Ren és Stimpy elmentek volna horgászni a mocskosszájú sügérre.
- "The Wilderness Adventure": George Liquor vadászni viszi magával Rent és Stimpyt. Ez a történet eredetileg még a Nickelodeon számára készült, de ők sosem adtak neki zöld utat. Viszonylag előrehaladott állapotban volt (különösen azért is, mert több mint tíz éve meg volt írva a története), de a műsor törléséig nem készült el teljesen.[30]
- Egy epizód, amelyben a "Naked Beach Frenzy" című részben látható Shampoo Master lett volna a főszereplő.[31]
- Egy, az animáció történetéről szóló epizód.
- Egy epizód, amelyben Kricfalusi apjának szokásai és félelmei lettek volna a téma.

## Lehetséges folytatás
2016 februárjában felröppent a híre, hogy egy egész estés film készülne a karakterekkel a Nicktoons blokkba. Három hónappal később a Variety megírta, hogy Kricfalusi és a Nickelodeon tárgyalnak a műsor felélesztéséről. Bob Camp és William Wray azt nyilatkozták, hogy úgy tudják, hogy a "Spongyabob Kockanadrág: Spongya szökésben" című film előtt terveznének bemutatni a mozikban egy rövidfilmet Rennel és Stimpyvel a főszerepben, de nekik ehhez nincs semmi közük. Kricfalusi a Twitteren tagadta, hogy bármi ilyesmi készülne, ehhez képest a "Spongyabob Kockanadrág: Ki a vízből" DVD-extrái között megtalálható volt 2019-ben a tervezett kisfilm vázlata.
2020-ban a Comedy Central bejelentette, hogy a Beavis és Butt-head valamint a Daria mellett szeretnék folytatni a Ren és Stimpy Show-t is. Új stáb készítené a rajzfilmet, de néhány régi író, valamint Billy West is visszatérnének. Kricfalusi körül időközben szexuális zaklatási botrány bontakozott ki, így őt kihagyták a munkálatokból. 2021 októberében bejelentették, hogy az Awesome Inc. fogja rajzolni a sorozatot. 2022 végén pedig azt, hogy a Snipple Animatons fogja készíteni. A sorozat elkészítéséről azóta nincs bővebb hír, nem jelentették be azt sem, hogy törlik.
A sorozat eredeti, 1990-es évekbeli vetítésekor a többi Nicktoons-sorozathoz hasonlóan felmerült egy egész estés rajzfilm elkészítése. Erre végül a "cinikus és bizarr humor" miatt nem került sor. A jogok idővel a Paramount Pictures-höz kerültek, akik az "Adult Party Cartoon"-nal kapcsolatos rossz tapasztalatok miatt nem akarnak ilyet készíteni.